# Hans Delbrück
Hans Delbrück (Bergen auf Rügen, 11 novembre 1848 – Berlino, 14 luglio 1929) è stato uno storico e politico tedesco,  memorabile per aver superato problemi tecnici ed aver conciliato l'apparato militare alla politica e all'economia.

## Biografia
Delbrück nacque a Bergen sull'isola Rügen nel 1848, e studiò all'università di Heidelberg e di Bonn. Come soldato, combatté nella guerra franco-prussiana, dopo la quale, nel 1874, divenne per alcuni anni tutore del principe Waldemar della famiglia imperiale tedesca, un fratello del futuro imperatore Guglielmo II di Germania.
Partecipò alla vita politica su posizioni liberalconservatrici, e diresse dal 1882 al 1919 i Preussische Jahrbücher.
Fu professore di storia universale alla Humboldt-Universität di Berlino dal 1885 al 1921.
Era il padre di Max Delbrück, che fece lavori pionieristici in fisica e vinse il premio Nobel per la medicina nel 1969.

## Opere
- Das Leben des Feldmarschalls Grafen Neithardt von Gneisenau (1880-1881)
- Historische und politische Aufsätze (1886)
- Die Perserkriege und die Burgunderkriege (1887)
- Die Strategie des Perikles (1890)
- Die Strategie des Perikles erläutert durch die Strategie Friedrichs des Grossen (1890)
- Die Polenfrage (1894)
- Russisch-Polen. Eine Reise-Studie (1899)
- Geschichte der Kriegskunst im Rahmen der politischen Geschichte (4 voll., 1900-1920) ISBN 3-1101-6886-3
- Erinnerungen, Aufsätze und Reden (1907)
- Numbers in History (1913)
- Regierung und Volkswille (1914)
- Bismarcks Erbe (1915)
- Krieg und Politik (1918)
- Kautsky und Harden (1920)
- Weltgeschichte. Vorlesungen, gehalten an der Universität Berlin 1896/1920 (5 voll., 1924-1928)

## Citazioni in altre opere
Nel film Frankenstein Junior il cervello che Frederick Frankenstein (nipote di Victor Frankenstein) intende trafugare e trapiantare nel gigantesco cadavere di un condannato a morte appena giustiziato appartiene ad Hans Delbrück, che nella teca dove il cervello è conservato viene definito come "scienziato e santo"